# Diversidad sexual en Brasil
La diversidad sexual en Brasil ha estado presente en la sociedad desde la época anterior a la llegada de los europeos. Aun sin ser una conducta ilegal desde los primeros años tras la independencia, siendo el primer país de América en despenalizar los actos homosexuales privados y consensuados entre adultos, no obstante, el prejuicio y la discriminación no desaparecieron, por lo que ha sido una de las grandes luchas del movimiento de liberación homosexual brasileño, surgido en las dos últimas décadas del siglo XX.
El matrimonio entre personas del mismo sexo en Brasil se encuentra legalizado desde el 16 de mayo de 2013, cuando el Poder Judicial brasileño legalizó el matrimonio igualitario en todo el territorio nacional. Posterior a la decisión, hubo marchas "pro familia" en varias ciudades del país debido a la polémica generada por esta decisión en un país que se declara de mayoría católica (el mayor en el mundo), y teniendo también en cuenta que Brasil es el país con mayor adherentes evangélicos en el subcontinente.

## Historia

### Pueblos precolombinos
Son muchas las evidencias de que la homosexualidad era socialmente aceptada entre los amerindios. Según el investigador Abelardo Romero, la homosexualidad «era considerada desde hace siglos entre los brasileños como una enfermedad contagiosa.» Von Martius también relata el espanto de los portugueses con la antropofagia y la sodomía de los indios, así como lo hace el padre Manoel de la Nóbrega, que en 1549 comentó que muchos colonos tenían indios como mujeres «según la costumbre de la tierra».
En el Tratado Descritivo do Brasil de 1587 escrito por Gabriel Soares de Souza, se habla tanto de la homosexualidad masculina cómo femenina entre los tupinambás. Relata que el pecado nefando era aceptado, considerándose al que desempeñaba el papel activo como un valiente, que contaba el asunto una proeza. También se relata que algunos tenían una tienda pública indicando una posible prostitución masculina.
Los tupinaés, vecinos de los tupinambás, eran «mucho más sujetos al pecado nefando que los tupinambás». En 1576, el también portugués Pero de Magalhães de Gândavo relató que los indios «se entregan a la adicción [de la sodomía] cómo si en ellos no hubiese habido razón de hombres». Existen relatos sobre travestismo entre los guaicurúes, como los llamados cudinas, hombres castrados que se vestían de mujeres y pasaban a efectuar tareas exclusivamente femeninas, como el tejido de telas. En la tribu de los bororo, los mancebos se recogían en el baito (o casa de los hombres), donde las mujeres no podían ingresar y los muchachos tienen relaciones sexuales entre sí con toda naturalidad. En la propia medicina indígena, era común que el tratamiento fuera realizado a través de las relaciones sexuales del pajé con los enfermos, incluyendo el sexo anal, como es el caso entre los coerunas. Entre los chamanes, los conocimientos curativos eran pasados del pajé más viejo a sus alumnos por medio de la cópula carnal, donde el alumno se entrega al más viejo.

### Brasil colonial
Con la llegada de los portugueses, pasan a ser válidas en el territorio brasileño las leyes de la metrópolis, que clasificaban la sodomía como el «más torpe, sucio y deshonesto pecado». Durante el periodo colonial existe una escasez de documentación sobre las prácticas homosexuales, precisamente debido a los procesos instaurados para castigarla, siendo la principal fuente los archivos de la Inquisición.
La Inquisición portuguesa se creó en 1536 y en 1553 fue autorizada a perseguir a los sodomitas por Juan III de Portugal. La autorización posiblemente se realizó a petición de los inquisidores, que ya en 1547 tenían a cuatro presos por sodomía. Algunos de los detenidos portugueses fueron enviados presos a Brasil, como castigo. Los condenados sólo eran quemados en la hoguera si se podía demostrar la «sodomía perfecta», es decir, «penetración del miembro viril deshonesto en el vaso trasero con derramamiento de simiente.» A pesar de que la persecución en la colonia no fue tan importante como en la metrópoli, sólo en Bahía, entre los siglos XVI y XIX se acusó a 202 personas de sodomía: 178 hombres y 24 mujeres. Por siglos, fueron 39 en el siglo XVI, 84 en el siglo XVII, 23 en el siglo XVIII y 56 en el siglo XIX. Entre ellos numerosos curas, dos gobernadores, Diogo Botelho y Câmara Coutinho, y un célebre revolucionario, Sabino Álvares.
Uno de los casos mejor documentados es el de Luiz Delgado, hombre casado y con hijos, conocido fachono, un equivalente a las drag queen modernas. Delgado ya había sido juzgado y torturado en su Évora natal por sodomía, aunque no fue ejecutado al no poder demostrársele sodomía perfecta. Llegó a Brasil en la década de 1670, a donde le siguieron los rumores de sodomita. En 1689 fue detenido y enviado a Lisboa, su octava detención, donde permaneció durante tres años en la cárcel de la Inquisición. Allí fue torturado dos veces (un caso único en los proceso inquisitoriales por sodomía portugueses), siendo finalmente condenado a prisión en Angola.
La llegada de esclavos negros introdujo la cultura africana precolonial en Brasil. En la región del Congo y Angola eran habituales las quimbandas, hombres travestidos de mujeres, algunos haciendo de hechiceros. En 1591 la Inquisición trató el caso de Francisco Manicongo, un quimbanda de Salvador de Bahía que se negaba a vestir las ropas de hombre que le ofrecía su dueño. Se le puede considerar el primer travestido del Brasil del que se tiene noticias.

### sigloXIX
Con la independencia de Brasil, el fin de los Tribunales del Santo Ofício en 1821 y la edición de nuevo un código penal los primeros años del Imperio, la práctica deja de ser un crimen, así desaparecieron las principales fuentes para documentar la vida de los homosexuales en Brasil. Sin embargo, la moral cristiana y el prejuicio estaban muy arraigados. Los homosexuales pasaron a ser llamados «pederastas», «uranistas» y «androfilistas», y aparecían a menudo en las crónicas de escándalo de los periódicos.
El Código Penal Imperial, ratificado por Pedro I de Brasil en 1830, castigaba en el artículo 280 «actos públicos indecentes» con diez a cuarenta días de prisión o una multa equivalente de la mitad de la pena cumplida. La indefinición del delito permitía a las fuerzas de orden público detener o amenazar de forma arbitraria, o incluso chantajear a homosexuales para obtener dinero. Con la llegada de la república en 1889, se editó un nuevo código penal en 1890, que, aunque no condenaba la sodomía, incluía provisiones contra la «indecencia pública», el «travestismo», la «vagancia» y el comportamiento «libertino», lo que daba suficientes posibilidades para la represión de los homosexuales.
También los médicos se interesaron por el tema, realizándose algunas tesis doctorales sobre el tema en Bahía. El médico Domingos Firmino Pinheiro presentó su tesis en 1898 en la Facultad de Medicina y Farmacia de Bahía, en la que describe 32 casos de «androfilistas» y «pedandrorastas»: antecedentes familiares, biografía y descripción de las prácticas. El texto representa perfectamente el pensamiento imperante respecto a la homosexualidad, lleno de «iracunda indignación moral».

#### Subcultura
Por lo menos desde finales del siglo XIX se conoce una rica subcultura homosexual en las grandes ciudades brasileñas. Esto era cierto sobre todo en Río de Janeiro, donde la plaza Tiradentes, llamada anteriormente Largo Rossio, era el centro de ese submundo. Los jardines que rodeaban la estatua del emperador Pedro I de Brasil eran lugares de cruising, ligue y encuentro, llegando a producirse quejas en 1870 y 1878, aunque no parece que se produjeran grandes cambios, existiendo noticias de que en 1901 el lugar seguía siendo frecuentado. En los alrededores de la plaza se encontraban varios teatros, cabarés, cines, revistas e innumerables bares y cafés, que daban un ambiente popular y cosmopolita. También se podían encontrar numerosos prostíbulos y pensiones por horas en la zona. Para los homosexuales, el bar Stadt Munchen y el Café Suizo, eran lugares donde podían contactar con prostitutos. En todos estos locales trabajaban también multitud de homosexuales, tanto en el mundo del espectáculo como en el de la restauración, que solían reunirse en el café Criterium.
A los homosexuales pasivos o afeminados solía denominárseles con la palabra «fresco», que manteniendo su sentido original, daba pie a infinitos juegos de palabras como los del Dicionário Moderno (1930), que recopilaba la jerga de la época:

Fresco.- adjetivo que representa tiempo casi frío, templado, agradable, ni caliente ni frio. Que es ventoso. Uno los encuentra en las colinas y en el Largo Rossio
Dicionário Moderno

El término era usado tanto en poemas irónicos como en tiras cómicas.

### sigloXX

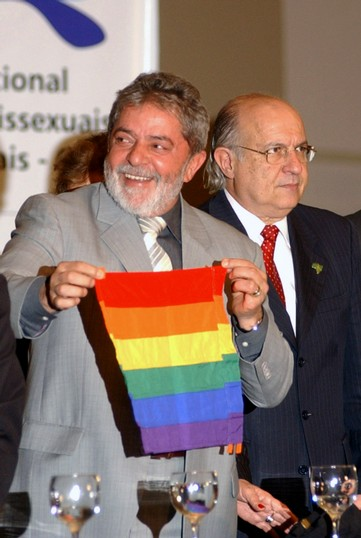
El presidente de Brasil, Luiz Inácio Lula da Silva durante la apertura de la 1.ª Conferencia Nacional de Gais, Lesbianas, Bisexuales, Travestís y Transexuales.

La represión y el interés médico continuaron en los primeros años del siglo. En 1932 el jefe de policía de Río de Janeiro detuvo a 132 homosexuales para un estudio del médico Leonídio Riberio, director del Instituto de Criminología. Los detenidos fueron fotografiados y estudiados para determinar la relación entre las partes de sus cuerpos y la homosexualidad, para comprobar su teoría que afirmaba que desequilibrios hormonales provocaban la homosexualidad. El estudio recibió en 1938 el Premio Lombroso. El mismo año del premio, 1938, en São Paulo los estudiantes del Instituto de Criminalogía buscaban «pederastas pasivos» para hacerles entrevistas. El trabajo que surgió de ello sólo confirmaba los prejuicios de la sociedad de la época. El primer trabajo que trataba la homosexualidad de forma positiva fue el de José Fábio Barbosa, un sociólogo de la Universidad de São Paulo, que en 1958 publicó su estudio sobre setenta hombres de la clase media a los que había entrevistado.
Entre finales del siglo XIX y principios del XX se formaron identidades de género rígidas, con hombres afeminados buscando a hombres masculinos, o «auténticos», y de igual forma, las mujeres masculinas buscaban a otras femeninas, para formar parejas que seguían los roles de las parejas heterosexuales. El único momento en el que estos rígidos roles podían ser transgredidos públicamente era durante los carnavales. En Río de Janeiro los homosexuales se encontraban en la playa delante del Hotel Copacabana. Allí, durante la II Guerra Mundial, época en la que se relajó la persecución, los brasileños a menudo se relacionaban con soldados norteamericanos. En São Paulo el lugar de cruising estaba en el parque Anhangabaú, cerca del casco histórico. Las lesbianas se relacionaba más a través de fiestas y reuniones de amigas privadas.
Este esquema rígido de roles comenzó a resquebrajarse en las décadas de 1950 y 60, cuando la inmigración a las capitales de provincia generó a una subcultura gay semiclandestina, rica, compleja, con múltiples posibilidades sociales y sexuales. En Río de Janeiro se concentraban en los bares en torno a Copacabana. También en Sao Paulo comenzarona abrir bares gais. Algunos artistas como Maria Bethânia, Gal Costa, Caetano Veloso o Ney Matogrosso comenzaron a jugar con la ambigüedad sexual, disparando los rumores sobre su sexualidad, y a tener comportamientos transgresores de los roles de género sobre el escenario.
Este desarrollo se vio truncado durante la dictadura instaurada en 1964, siendo la represión especialmente dura de 1969 a 1973, precisamente cuando estaba surgiendo el movimiento de liberación LGBT moderno en Estados Unidos y Europa. El carnaval siguió siendo durante estos años un oasis de libertad en el que se desarrollaron bailes de travestís en Río de Janeiro, que en la década de 1970 llegaron a atraer el turismo internacional. Aun así, a finales de la década de 1970, todavía durante la dictadura, surgieron los primeros grupos de intelectuales LGBTI, que publicaron la revista O Lampião da Esquina («La farola de la esquina»), la primera de su tipo en Brasil.

#### Organizaciones
El movimiento civil LGBT en Brasil es una serie de manifestaciones sociopolíticas y culturales que abogan por el reconocimiento de la diversidad sexual y la defensa de los intereses de la comunidad LGBT en el país. Aunque no tiene una fecha de inicio precisa, las manifestaciones contra el prejuicio hacia personas homosexuales se hicieron sentir desde la década de 1960, con un mayor énfasis en la década de 1970 tras la apertura política.
En la década de 1980, surgieron las primeras organizaciones LGBT, como el grupo Somos fundado 1978 en São Paulo y el Grupo Gay da Bahia, fundado en 1980 que buscaban espacios de aceptación para la diversidad sexual y reflexionaban sobre la discriminación. Sin embargo, la epidemia del VIH/SIDA debilitó la organización del movimiento en esa década, ubicándolas con un papel importante en la lucha contra el sida y contra los prejuicios homófobos que se extendieron con la enfermedad, ganando la colaboración del ministerio de salud. Durante esta década hubo conflictos dentro del movimiento y con grupos de izquierdas, ya que una buena parte de los comunistas y socialistas todavía consideraban la homosexualidad como algo inmoral, y las activistas lesbianas se acercaron al movimiento feminista.
En la década de 1990, el movimiento LGBT experimentó un crecimiento y diversificación en respuesta a la epidemia de VIH/SIDA. Se fundó la Asociación Brasileña de Gays, Lesbianas, Bisexuales, Travestis y Transexuales (ABGLT), una red de cerca de 200 organizaciones en todo el país. Los desfiles del orgullo LGBT se hicieron más comunes en Brasil, destacando la Marcha del Orgullo LGBT de São Paulo.
En 1995, la celebración de la 17 Conferencia Internacional de la Asociación Internacional de Gais y Lesbianas en Río de Janeiro generó un relanzamiento del movimiento asociativo, en el que transexuales y drag queens han tenido un papel muy activo. Uno de los resultados más espectaculares es la marcha del Orgullo LGBT de São Paulo, que se convirtió a mediados de la década de 2000 en la más multitudinaria del planeta.
En 1995, la diputada Marta Suplicy propuso un proyecto de ley instituyendo la unión civil entre personas del mismo sexo.
El matrimonio entre personas del mismo sexo en Brasil se encuentra legalizado desde el 14 de mayo de 2013, cuando el Poder Judicial brasileño legalizó el matrimonio igualitario en todo el territorio.

## Homofobia
La homofobia aún es un problema constante. Existen estadísticas realizadas por el Grupo Gay da Bahia, que basándose en ellas afirma que Brasil es el país más homofóbico del mundo. En abril de 2009, el Grupo Gay da Bahia divulgó su estudio sobre los casos verificados en 2008, apuntando que en ese año fueron asesinadas 190 personas LGBT en Brasil, siendo 64% gais, 32% trans y 4% lesbianas, un aumento del 55% sobre las cifras de 2007. Los datos mantenienen el país como el que más crímenes de naturaleza homofóbica registra en el mundo. El estudio también concluye que el riesgo de una travesti de ser asesinada es 259 veces mayor que el de un gay, siendo Pernambuco el estado más violento. Desde que se inició el estudio en 1980, el grupo ha registrado 2.998 asesinatos.
Una de las razones de este aumento de la violencia homofóbica es el aumento de visibilidad, como demuestra el aumento de ataques a homosexuales en São Paulo después de cada Marcha del Orgullo LGBTIQ+.
En 2004, el Ministerio de la Salud, dentro de sus acciones de combate contra el sida, creó el programa «Brasil sin Homofobia». Marta Suplicy, mientras fue ministra de turismo, defendió que se desarrollaran acciones para que el país pueda ser conocido «como con homofobia cero y sin personas con miedo a ser homosexuales». El Ministerio de Educación financia proyectos para ayudar a las escuelas a lidiar con el problema. Niños y adolescentes estudiantes LGBTI sufren con la discriminación y el prejuicio tanto de otros estudiantes, como de profesores y directores de las escuelas.

## Legislación y derechos de la diversidad sexual y de género

### Legislación sobre la actividad sexual entre personas del mismo sexo
La homosexualidad es legal desde 1831. El primer Código Penal de Brasil no contenía ninguna disposición sobre sodomía, aunque otras disposiciones de ese código se utilizaron para perseguir a las personas que participaban en actos sexuales consensuales entre personas adultas del mismo sexo. La edad de consentimiento es a los 14 años, independiente de la orientación sexual.

### Reconocimiento de uniones del mismo sexo
El matrimonio entre personas del mismo sexo es legal desde el 14 de mayo de 2013, cuando el Poder Judicial del Brasil lo legalizó en todo el territorio mediante la Resolución n.º 175 publicada por el Consejo Nacional de Justicia. La resolución establece que ningún notario del país puede rechazar el registro de matrimonios de personas del mismo sexo.
Anteriormente, en mayo de 2011, el Supremo Tribunal Federal de Brasil había emitido una decisión a favor del derecho de las parejas del mismo sexo a constituir una unión estable con los mismos derechos y beneficios que los del matrimonio. El fallo, de obligado cumplimiento, no suponía la legalización explícita del matrimonio entre personas del mismo sexo, pero sí de todos los derechos derivados del mismo, al considerar que aunque unión estable y matrimonio civil sean dos figuras jurídicas distintas, ambas constituyen unidades familiares y generan constitucionalmente los mismos derechos. A partir de aquello, la nueva situación jurídica hizo posible que numerosas parejas del mismo sexo comenzaran a ser reconocidas como casadas basándose en decisiones judiciales, haciendo posible el matrimonio igualitario en 12 de los 26 estados y el Distrito Federal, antes de que fuera legalizado a nivel federal.
El primer proyecto de ley sobre uniones civiles fue presentado en 1995 por Marta Suplicy, sin embargo, nunca fue votado. En cambio, los derechos ganados provienen de decisiones judiciales, comenzando por la decisión del Tribunal Superior de Justicia en 1989, que reconoció que las parejas homosexuales forman una «sociedad de facto». En los últimos 20 años las decisiones judiciales han ido reconociendo derechos y acceso a las parejas homosexuales a diferentes instituciones que regulan la cohabitación doméstica heterosexual, de larga tradición en Brasil, incluyendo el reconocimiento como «miembros de una familia». Esta tendencia del poder judicial ha influido otros estamentos del estado, que tímidamente han reconocido algunos derechos: algunas administraciones públicas a nivel local reconocen beneficios a las parejas homosexuales de sus empleados y algunas oficinas del gobierno federal reconocen los matrimonios homosexuales realizados en el extranjero.

### Adopción
El Tribunal Superior de Justicia de Brasil (STJ) dictaminó en abril de 2010 que las parejas del mismo sexo pueden adoptar niños. Esta sentencia fue confirmada por el Tribunal Supremo Federal en agosto de 2010.
Los fallos posteriores de 2011 y 2013 que reconocieron a las parejas del mismos sexo los derechos de la "unión estable" y el matrimonio civil consolodó la decisión adoptada en 2010 sobre adopción.

### Legislación contra la discriminación
La Constitución de 1988 no contiene una prohibición explícita de la discriminación basada en la orientación sexual. El término «orientación sexual» se discutió, pero fue rechazado en votación. Sin embargo, sí lo hacen varias jurisdicciones dentro del país. Entre estas se encuentran las constituciones de los estados de Alagoas (Art. 2.1; 2001), el Distrito Federal (Art. 2.5; 1993), Mato Grosso (Art. 10.3; 1989), Pará (Art. 3.4; 2007), Santa Catarina (Art. 4.4; 2002) y Sergipe (Art. 3.2; 1989). Varias jurisdicciones han promulgado leyes locales que prohíben la discriminación basada en la orientación sexual con diferentes niveles de protección.

#### Laboral
A nivel federal Brasil no ha promulgado una ley general que prohíba explícitamente la discriminación laboral
basada en la orientación sexual. Sin embargo, alrededor del 70% de la población reside en las jurisdicciones
donde normas locales proporcionan dicha protección. El artículo 8 de la Orden Ejecutiva n.º 41/2007 emitida por el Ministerio de Trabajo y Empleo prohíbe a los empleadores solicitar documentos o información relacionados con la sexualidad del empleado.
Las siguientes jurisdicciones incluyen explícitamente la prohibición de discriminación laboral basada en la orientación sexual: Amazonas (Art. 4(8), 2006); Distrito Federal (Art. 2(7), 2.000); Espírito Santo (Art. 2(6), 2014); Maranhão (Art. 2(6), 2006); Mato Grosso del Sur (Art. 2(9), 2005); Minas Gerais (Art. 2(6), 2002); Pará (Art. 2(10), 2011); Paraíba (Art. 2(10), 2003); Piauí (Art. 2(6), 2004); Río de Janeiro (Arts. 2(5) y 2(6), 2015); Río Grande del Norte (Art. 2(6), 2007); Río Grande del Sur (Art. 2(6), 2002); Santa Catarina (Art. 2(6), 2003); San Pablo (Art. 2(6), 2001); así como un número de ciudades como Fortaleza (Ceará) y Recife (Pernambuco).

#### Otras disposiciones antidiscriminatorias
- 2001: La Ley 10.216 prohíbe la discriminación contra las personas con discapacidad mental sobre la base de su orientación sexual.[37]

- 2006: La Ley 11.340 (conocida como Ley “Maria da Penha”) establece el derecho de toda mujer a una vida libre de violencia, independientemente de su orientación sexual.[38]

- 2010: El artículo 4(2) de la Orden Ejecutiva n.º 7272 incluye el desarrollo de acciones que son respetuosos de la homosexualidad como en los objetivos del Plan Nacional de Seguridad Alimentaria y Nutricional (PNSAN).[39]

- 2011: El artículo 3(3)(1) de la Ley 12.414 incluye la “orientación sexual” entre los datos sensibles, que las bases de datos comerciales de historial de crédito no están autorizados a registrar.[40]

- 2013: La Ley 12.852 (Estatuto de la Juventud) protege a los jóvenes de 18 a 29 años de edad, de la discriminación basada en la orientación sexual.[41]

- 2015: La Ley 13.146 sobre Estatuto de las Personas con Discapacidad, establece que los servicios de salud pública para las personas con discapacidad deben garantizar el debido respeto a la orientación sexual y la identidad de género de las personas.[42]

- 2016: El artículo 6(3) de la Ley 13.344 prevé la protección de las víctimas de la trata de personas, atendiendo sus necesidades específicas en función de su orientación sexual.[43]

### Legislación contra la incitación al odio
Aunque no existe ninguna disposición en el Código Penal que penalice la incitación al odio por motivos de orientación sexual, varias jurisdicciones han promulgado disposiciones locales que prohíben expresamente dicha conducta. Entre estas se encuentran: Amazonas (Art. 4(7) 2006); Mato Grosso del Sur (Art. 2(8), 2005); Pará (Arts. 2(8) y 2(9), 2011); Paraíba (Art. 2(9), 2003); Río de Janeiro (Art. 2(9), 2015); y la ciudad de Recife (Pernambuco).

### Identidad y expresión de género
En Brasil, a pesar de que no existe una normativa específica para personas trans, el cambio de nombre y sexo legal es posible mediante un proceso judicial y luego de someterse a una cirugía de reasignación de sexo. En octubre de 2009, el Tribunal Superior de Justicia de Brasil falló a favor de una mujer transexual para que modifique sus datos de nombre y género en los registros civiles de nacimiento, después de someterse a una cirugía de cambio de sexo realizada por el sistema público de salud. En 2016, un juez del estado de Mato Grosso aprobó que los documentos oficiales de una menor de 11 años sean modificados para contener el género con el que se identifica y no el que le fue asignado al nacer. Existe un caso pendiente de decisión presentado en 2017 ante el Tribunal Supremo, en el cual se decidirá si las personas trans pueden cambiar su nombre y su marcador de género sin requisito quirúrgico alguno.
El Decreto Ejecutivo 8727, firmado en abril de 2016 por la presidenta Dilma Rousseff, garantiza el derecho a las personas transgéneros y transexuales a usar su "nombre social", el cual debe ser reconocido y utilizado por los funcionarios públicos en cualquier procedimiento institucional o documento. El tratamiento tendrá que ser ofrecido por cualquier organismo público y empresa estatal vinculada al Gobierno federal de Brasil y beneficia tanto a empleados públicos como a usuarios de servicios públicos.

#### Proyecto de ley de identidad de género
En 2013, se presentó un proyecto de ley de identidad de género al Congreso Nacional. El proyecto permite modificar el nombre, la fotografía personal y el marcador de género sin intervención médica alguna o autorización judicial.